# Pet – Wenn du etwas liebst, lass es nicht los
Pet – Wenn du etwas liebst, lass es nicht los ist ein spanisch-amerikanischer Psychothriller aus dem Jahr 2016.

## Handlung
Der introvertierte Seth arbeitet in einem Tierheim. Im Bus begegnet er einer Frau, die gerade Tagebuch schreibt, und erkennt in ihr Holly wieder – eine Kellnerin, die er aus der gemeinsamen Schulzeit kennt. Er versucht, mit ihr ins Gespräch zu kommen, doch sie zeigt kein Interesse. Seth ist jedoch verliebt und beginnt, in sozialen Medien Informationen über sie zu sammeln. Er besucht sogar das Restaurant, in dem sie arbeitet, scheitert dort aber mit seinen unbeholfenen Anmachversuchen. Sein Kollege Nate rät ihm zu mehr Selbstbewusstsein. Währenddessen spricht Holly zu Hause mit ihrer imaginären Freundin Claire über Seth – als sie einen Anruf von ihrem betrunkenen Ex-Freund Eric erhält.
Am nächsten Tag bekommt Holly im Restaurant einen riesigen Blumenstrauß. Sie vermutet, dass Eric dahintersteckt, und sucht ihn in der Bar auf, in der er arbeitet. Seth folgt ihr dorthin. Es kommt zum Streit zwischen den beiden Männern, bei dem Eric Seth niederschlägt. Dabei gelangt Seth in den Besitz von Hollys Tagebuch, das er in den folgenden Tagen liest, um mehr über sie zu erfahren. Im Tierheim entdeckt er eine versteckte Falltür, die zu einem ungenutzten Bereich der Anlage führt. Dort beginnt er, einen Käfig aus Metall zu bauen.
Nachdem der Käfig fertiggestellt ist, entführt Seth Holly aus ihrer Wohnung. Er betäubt sie und sperrt sie in den Käfig. Nach dem Aufwachen versorgt er sie mit Wasser und Nahrung. Außerdem beobachtet er, wie Holly scheinbar mit Claire spricht – die jedoch nur in ihrer Vorstellung existiert. Später konfrontiert er sie mit den Erkenntnissen aus dem Tagebuch: Holly hatte einst im Auto einen Streit mit Claire, die mit Eric fremdgegangen war. Aus Wut beschleunigte sie das Fahrzeug und verursachte einen Unfall mit einem LKW. Anschließend tötete sie Claire mit einer Glasscherbe. Danach beging sie weitere Morde.
Seth behauptet, er wolle Holly „retten“, indem er sie von weiteren Taten abhält. Doch in den Gesprächen beginnt Holly, ihn psychologisch unter Druck zu setzen. Sie vergleicht sich mit einem weißen Hai, der sich in Gefangenschaft selbst verletzt, und erklärt, sie habe nicht aus Schuld, sondern aus Lust gemordet. Nate wird misstrauisch und entdeckt schließlich Holly im Käfig. Doch sie will sich gar nicht befreien lassen. Stattdessen zieht sie Nate zu sich und überredet Seth, ihm mit einem Betonklotz den Schädel einzuschlagen. Danach erklärt sie ihm präzise, wie er die Leiche zerstückeln und entsorgen kann.
Wenig später beginnt auch die Polizei, Nates Verschwinden zu untersuchen. Beim Verhör mit Detective Meara verwickelt sich Seth in Widersprüche. Holly setzt ihre psychologische Manipulation fort: Sie fragt ihn, ob sie für ihn nur ein Haustier sei, und fordert als Liebesbeweis, dass er sich einen Finger abschneidet. Nachdem er das tatsächlich tut, entreißt sie ihm das Messer, hält es sich an die Kehle und zwingt ihn, sie freizulassen. Kurz darauf versichert sie, an seine Liebe zu glauben – schlitzt ihm jedoch im nächsten Moment die Kehle auf.
Einige Tage später nimmt Holly ihre Beziehung zu Eric wieder auf. Die Einträge aus ihrem Tagebuch veröffentlicht sie als angeblich fiktive Geschichte. Als sie erfährt, dass Eric erneut fremdgegangen ist, verzichtet sie diesmal auf Rache. Stattdessen begibt sie sich in einen Lagerraum – wo sie den noch lebenden Seth in einem Käfig gefangen hält. Sie dankt ihm dafür, dass sie ihre dunklen Impulse nun an ihm ausleben kann.

## Rezeption
Der Rezensent vom Horrormagazin freut sich, dass der Film kein Torture Porn ist, sondern sieht „einen kurzweiligen Thriller zu platzieren, der so gut wie keine langatmigen Szenen aufweist“. Der Filmchecker sieht darin einen „interessanten Sonderfall innerhalb des Horror-Genres. [...] Da sieht man doch gern darüber weg, dass sich der Film – trotz Erwachsenenunterhaltung – hinsichtlich zelebrierter Gewalt enttäuschend zurückhält.“ Der Rezensent von Moviebreak kommt zu einem gemischten Fazit: „Die nicht gerade sorgfältig durchdachten und eher auf den derben Effekt ausgerichteten Twists in „Pet“ dürften die Meinungen der Zuschauer sicherlich spalten, doch [Torrens und Slater] halten die bösartige Linie ihres Films konsequent bis zum Ende durch“. Die Rezension von Thrill&Kill überlasst den Zuschauern das Urteil: „Je nachdem wie sehr man die Faktoren Glaubwürdigkeit, Spannung, Schauspiel und Härte gewichtet, wird jeder zu einem unterschiedlichen Ergebnis kommen.“ Bei film-rezensionen.de kommt die Produktion negativ an: Die Geschichte lasse „zunächst nach bekanntem Muster einen sozial ungeschickten Einzelgänger seine Traumfrau verfolgen, bevor dann ein unerwarteter Weg eingeschlagen wird. Die Twists sind überraschend, wenn auch wenig glaubwürdig. Zudem hat der Horrorthriller über diese Wendungen hinaus keine rechten Ideen.“